# Луиђи Серафини (уметник)
Луиђи Серафини (итал. Luigi Serafini; Рим, 4. август 1949) италијански је уметник и дизајнер. Најпозатији је по стварању Кодекса Серафинијанус, илустроване енциклопедије имагинарних ствари у облику онога за шта се верује да је плански језик. Овај рад је објавио Франко Марија Ричи из Милана, 1981. године, у циљу заинтересовања и надахњивања других.

## Каријера
Током 1980-их, Серафини је радио као архитекта и дизајнер у Милану. Његови предмети често су се дефинисали као такви да су склони одређеном метајезику, као што су столице Санта (енгл. Santa) и Суспајрал (енгл. Suspiral), или лампе и стакла за Артемиду. Направио је декор, осветљење и костиме за Аштонов балет Џез-календар (енгл. The Jazz Calendar) у Ла Скали и радио је такође за Пиколо театро ди Милано. Радио је дизајне сета за RAI, телевизијске акрониме односно логое у компјутерској графици. Сарађивао је са Федериком Фелинијем на комедији La voce della luna, за коју је развио најраније дизајне.
Има лабораторију за керамику у Умбрији и наставља да приређује разне самосталне изложбе, посебно у Холандији, те учествује у уметничким колективима. 2003. године завршио је полихром-бронзану скулптуру Carpe Diem и друге бас-рељефе за једну од Напуљских метро станица (Матер Деј).
Маја 2007. године, Луиђи Серафини је одржао „онтологијску изложбу” Luna Pac у Милану, у уметничком простору Padiglione d'Arte Contemporanea (PAC) у Милану. Каткад даје интервјуе за италијанске медије и уметничке публикације.
Серафини је као уметник-посетилац био у „Банф центру” (Банф, Алберта, Канада), а излагао је и за Fondazione Mudima di Milano (Фондација Мудима у Милану), XIII Quadriennale (XIII квадренијале), Galleria Nazionale d'Arte Moderna (Национална галерија модерне уметности), Futurarium (Футураријум) те Didael gallery (Галерија Дидаел).
Јула 2008. године завршио је полихромну инсталацију Balançoires sans Frontières (Altalene senza Frontiere) у Кастасењи (Швајцарска).